# Carolyn Pickles
Carolyn Pickles (* 8. Februar 1952 in Wakefield) ist eine englische Schauspielerin. Sie trat in mehreren West-End-Produktionen und verschiedenen Filmen auf. Unter ihren neunzig Arbeiten als Schauspielerin befinden sich Harry Potter und die Heiligtümer des Todes – Teil 1 sowie die britischen Serien Casualty, EastEnders und Broadchurch. Ins Deutsche wurde sie von zehn Synchronsprecherinnen synchronisiert.

## Werdegang
Carolyn Pickles wurde in Wakefield in Yorkshire geboren. Sie wuchs in Halifax (Yorkshire) auf und ging dort auch zur Schule. Pickles studierte Theater an der Uni in Manchester und nahm dort an verschiedenen Studententheaterproduktionen teil. Sie trat der Radio Drama Company (BBC) bei. Ihre erste Rolle bekam sie in dem Film Das Geheimnis der Agatha Christie. Seitdem hat sie in weiteren 89 Filmen und Serien mitgewirkt, darunter war die Rolle der Charity Burbage in Harry Potter und ihr Mitwirken an 23 Folgen der britischen Serie Broadchurch als Maggie Radcliffe. Sie spielt auch Theater. 
Pickles hat zwei Kinder.

## Filmografie (Auswahl)
Quelle: Internet Movie Database
- 1979: Das Geheimnis der Agatha Christie (Agatha)
- 1979: Tess
- 1980: Brothers and Sisters
- 1980: Mord im Spiegel (The Mirror Crack'd)
- 1981: Bread or Blood (Fernsehserie, 5 Folgen)
- 1981: Bless Me Father (Fernsehserie, 1 Folge)
- 1981: The Gentle Touch (Fernsehserie, 1 Folge)
- 1981: BBC2 Playhouse (Fernsehserie, 1 Folge)
- 1982: Play for Today (Fernsehserie, 1 Folge)
- 1982: We'll Meet Again (Fernsehserie, 10 Folgen)
- 1982: Claire (Fernsehminiserie, 1 Folge)
- 1982: East Lynne (Fernsehfilm)
- 1983: Mr. Right (Fernsehserie)
- 1983: All for Love (Fernsehserie, 1 Folge)
- 1984: Lace (Mini-Fernsehserie, 2 Folgen)
- 1984: Sein größter Sieg (Champions)
- 1984: Miracles Take Longer (Fernsehserie, 33 Folgen)
- 1984: Waiting for Alan
- 1985: Bulman (Fernsehserie, 1 Folge)
- 1985: Juliet Bravo (Fernsehserie, 1 Folge)
- 1986: Bluebell (Fernsehserie, 8 Folgen)
- 1987: First Sight (Fernsehserie, 1 Folge)
- 1989: Storyboard (Fernsehserie, 1 Folge)
- 1989: The Yellow Wallpaper (Fernsehfilm)
- 1989: Through the Dragon's Eye (Fernsehserie, 8 Folgen)
- 1990: Chancer (Fernsehserie, 2 Folgen)
- 1990–1992: The Bill (Fernsehserie, 53 Folgen)
- 1992: Early Travellers in North America (Fernsehserie, 4 Folgen)
- 1992: Boon (Fernsehserie, 1 Folge)
- 1989–1994: May to December (Fernsehserie, 24 Folgen)
- 1995: Castles (Fernsehserie, 3 Folgen)
- 1994–1995: The Tales of Para Handy (Fernsehserie, 5 Folgen)
- 1990–1995: Casualty (Fernsehserie, 2 Folgen)
- 1995: Io no spik inglish
- 1996: Screen Two (Fernsehserie, 1 Folge)
- 1996 Testament: The Bible in Animation (Fernsehserie, 1 Folge)
- 1996: The Final Passage (Fernsehfilm)
- 1997: Original Sin (Mini-Fernsehserie, 3 Folgen)
- 1997: Breakout (Fernsehfilm)
- 1997: All Quiet on the Preston Front (Fernsehserie, 6 Folgen)
- 1975–1998: Coronation Street (Fernsehserie, 3 Folgen)
- 1989–1998: Auweia! Alias Smith and Jones (Alas Smith and Jones, Fernsehserie, 3 Folgen)
- 1999: Peak Practice (Fernsehserie, 1 Folge)
- 1999: Anni '60 (Mini-Fernsehserie, 1 Folge)
- 2000–2001: Big Meg, Little Meg (Fernsehserie, 14 Folgen)
- 2000–2016: Doctors (Fernsehserie, 7 Folgen)
- 2001: Agatha Christie’s Poirot – Das Böse unter der Sonne (Evil under the Sun)
- 2002: Ali G in da House (Ali G Indahouse)
- 1997–2002: Where the Heart Is (Fernsehserie, 2 Folgen)
- 2002: Prince William (Fernsehfilm)
- 2003: Canterbury Tales (Mini-Fernsehserie, 1 Folge)
- 2003: Hans Christian Andersen: My Life as a Fairy Tale (Fernsehfilm)
- 2003–2005 Emmerdale Farm (Fernsehserie, 66 Folgen)
- 2005: Bremner, Bird and Fortune (Fernsehserie, 1 Folge)
- 2006: Brief Encounters (Mini-Fernsehserie, 1 Folge)
- 2006: Heißer Verdacht – Das Finale (Prime Suspect: The Final act, Mini-Fernsehserie, 2 Folgen)
- 2007: Lewis – Der Oxford Krimi (Lewis, Fernsehserie, 1 Folge)
- 2007: Joe's Palace (Fernsehfilm)
- 2007: Lady Godiva: Back in the Saddle
- 2008: Kingdom (Fernsehserie, 1 Folge)
- 2008: Foyle's War (Fernsehserie, 1 Folge)
- 2009: Das Kabinett des Doktor Parnassus (The Imaginarium of Doctor Parnassus)
- 2010: M.I.High (Fernsehserie, 1 Folge)
- 2000–2010: Inspector Barnaby (Midsomer Murders, Fernsehserie, 2 Folgen)
- 2010: Harry Potter und die Heiligtümer des Todes – Teil 1 (Harry Potter and the Deathly Hallows – Part 1)
- 2011: Candy Cabs (Fernsehserie, 1 Folge)
- 2009–2011: Land Girls (Fernsehserie, 9 Folgen)
- 2013: Das andere Kind (The Other Child, Fernsehfilm)
- 2013–2017: Broadchurch (Fernsehserie, 23 Folgen)
- 2014: Law & Order: UK (Fernsehserie, 1 Folge)
- 2014: Maybe Tomorrow (Kurzfilm)
- 2014: Bonobo
- 1999–2016: Holby City (Fernsehserie, 2 Folgen)
- 2016: East Enders (Fernsehserie, 4 Folgen)
- 2016: New Blood – Tod in London (New Blood, Fernsehserie, 3 Folgen)
- 2018: Vera – Ein ganz spezieller Fall (Vera, Fernsehserie, 1 Folge)
- 2018: Bad Spies (The Spy Who Dumped Me)
- 2019: MotherFatherSon (Fernsehserie, 4 Folgen)

## Theaterrollen
- Pride and Prejudice
- Cherry Orchard
- Schumann Report
- Bartholomew Fair
- Larkin With Women
- One Flew Over The CuckooÍs Nest
- BondÍs Lear
- The Curse Of The Werewolf
- Music Hall
- Way Upstream
- The Winter's Tale
- Chez Nous
- Schweyk &The Second World War
- The Fosdyke Saga
- Wings, Royal National Theatre, London[2]
- Diary Of A Somebody
- Body Cell
- Moll Flanders
- A View Of Kabul
- The Dillen
- Rosmerholm
- Playboy Of The Western World
- 1997/1998: Stepping Out, Albery Theatre, London
- 2008: Eglantyne Jebb, Fram, Royal National Theatre, London[3]
- 2011: Justa, Beasts, Theatre 503, London[4]
- 2014: Liz, Worst Wedding Ever, Salisbury Playhouse, Salisbury[5]
- 2016: Camilla, Charles III, Roslyn Packer Theatre, Sydney[6]
- 2018: Lord Henry Carey, Emilia, Shakespeare’s Globe Theatre, London[7]

## Synchronsprecher
Quelle: Synchronkartei.de
| Jahr      | Synchronsprecher         | Film / Serie                                        |
| --------- | ------------------------ | --------------------------------------------------- |
| 1979      | Heidi Treutler           | Das Geheimnis der Agatha Christie                   |
| 1980      | Gertie Honeck            | Mord im Spiegel                                     |
| 1989–2013 | Bettina Kenter           | Poirot                                              |
| 1997–     | Andrea Aust              | Inspector Barnaby                                   |
| 2002      | Regine Albrecht          | Ali G in da House                                   |
| 2006      | Karin David              | Heißer Verdacht – Das Finale                        |
| 2010      | Claudia Schmidt          | Harry Potter und die Heiligtümer des Todes – Teil 1 |
| 2013–2017 | Kerstin Sanders-Dornseif | Broadchurch                                         |
| 2016–     | Liane Rudolph            | New Blood – Tod in London                           |
| 2018      | Heike Schroetter         | Bad Spies                                           |